# Benton MacKaye

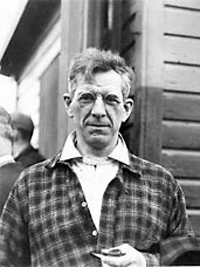
Benton MacKaye

Benton MacKaye (* 6. März 1879 in Stamford (Connecticut); † 11. Dezember 1975) war ein amerikanischer Forstwissenschaftler und  Umweltschützer. Er wurde in Stamford, Connecticut als Sohn des Schauspielers  Steele MacKaye geboren. Er studierte Forstwesen in Harvard University (B.A., 1900; M.A. School of Forestry, 1905) und war dort einige Zeit als Dozent angestellt und später an einigen staatlichen Institutionen wie dem U.S. Forest Service, der Tennessee Valley Authority und dem U.S. Department of Labor tätig. Er gehörte zur Technical Alliance und beteiligte sich an Studien zur Energieversorgung.
Er war mit Jessie Belle Hardy Stubbs MacKaye verheiratet. MacKaye war ein wichtiger Pionier bei der Unterschutzstellung der amerikanischen Forsten. Er prägte das Wort „Geotechnik“ und schrieb zwei Bücher zum Thema Zersiedlung, so The New Exploration: A Philosophy of Regional Planning und Expedition Nine: A Return to a Region. Verschiedene Aufsätze finden sich in From Geography to Geotechnics. Als Mitgründer der The Wilderness Society wurde er als Erfinder des Appalachian Trail berühmt, den er 1921, nach dem Tod seiner Frau unter dem Titel An Appalachian Trail: A Project in Regional Planning vorgeschlagen hatte. Ein Abschnitt, der Benton MacKaye Trail, ist nach ihm benannt.

## Bibliographie
- Larry Anderson: Benton MacKaye: Conservationist, Planner, and Creator of the Appalachian Trail. Johns Hopkins University Press 2002. ISBN 0-8018-7791-1.
- G. A. Cevasco und Richard P Harmond: Modern American Environmentalists: A Biographical Encyclopedia. Baltimore, MD, Johns Hopkins University Press 2009. ISBN 978-0-8018-9152-6.
- Donald A. Krueckeberg: The American Planner: Biographies and Recollections. New York, Methuen 1983. ISBN 0-416-33360-5.
- Larry Luxenberg: Walking the Appalachian Trail. Mechanicsburg, PA, Stackpole Books 1994. ISBN 978-0-585-26833-0.
- Roderick Nash: Wilderness and the American Mind. New Haven, Conn, Yale University Press 1987. ISBN 978-0-300-02910-9.
- Molloy, Johnny: Long Trails of the Southeast. Birmingham, Ala., Menasha Ridge Press 2002. ISBN 0-89732-530-3.
- Erik Ness: The Path Taken. Preservation Magazine, Juli/August 2003
- Robert A. Rubin (Hrsg.): Trail Years: A History of the Appalachian Trail Conference. Appalachian Trailway News, Juli 2000
- Paul Sutter: Retreat from Profit: Colonization, the Appalachian Trail, and the social roots of Benton MacKaye's wilderness advocacy. Environmental History, Oktober 1999.
- Paul Sutter: Driven Wild: How the Fight against Automobiles Launched the Modern Wilderness Movement. Seattle, University of Washington Press 2002. ISBN 0-295-98219-5.